# James Buckham Kennedy
Pour les articles homonymes, voir James Kennedy, Buckham et Kennedy.
James Buckham Kennedy (23 février 1844-25 septembre 1930) est un homme politique canadien de la Colombie-Britannique. Il est député fédéral libéral de la circonscription britanno-colombienne de New Westminster de 1904 à 1908.
Il est député provincial indépendant de la circonscription britanno-colombienne de New Westminster City de 1894 à 1898. Il siège aussi au conseil municipal de New Westminster.
Il meurt en septembre 1930 à l'âge de 86 ans et est inhumé au Fraser Cemetery de New Westminster.